# Теорема Бёма — Якопини
Теорема Бёма — Якопини — положение структурного программирования, согласно которому любой исполняемый алгоритм может быть преобразован к структурированному виду, то есть, такому виду, когда ход его выполнения определяется только при помощи трёх структур управления: последовательной (англ. sequence), ветвлений (англ. selection) и повторов или циклов (англ. iteration).
1. В последовательной структуре инструкции выполняются в том порядке, как они записаны в программе, то есть одна за другой.
- Например:

```
Подпрограмма 1
 
 /* последовательное выполнение инструкций 1, 2 ..N…...*/ 

   Инструкция 1;

   Инструкция 2;

   ... 

   Инструкция N;

Конец  Подпрограммы 1.
```

2. В структуре ветвлений последовательность выполнения инструкций зависит от заданного, чаще всего логической переменной, условия.
- Например:

```
Подпрограмма 2
 
    /* ветвлений – Выбор инструкции  согласно условию */ 
  

   
Если
 условие 1 
то
 Инструкция 1;  
     /* выполняется, если истинно условие 1 */
  
 
   
Если
 условие 2 
то
 Инструкция 2; 
      /* выполняется, если истинно условие 2 */
 

   ...

   
Иначе
 Инструкция N; 
                  /* выполняется, если ни одно из условий не является  истинным */
 .

Конец  Подпрограммы 2.
```

3. В циклах инструкции повторяются до тех пор, пока не изменится некое условие, например значение логической переменной.
- Например:

```
Подпрограмма 3
 
 /* цикл */ 
 

   
Пока
 условие N 
выполнить
 Инструкция N 
 /*  цикл повторяется пока верно условие N */ 

   Инструкция N + 1 
                      /* выход из цикла по нарушению условия N */ 
 

   
Конец  Подпрограммы 3
```

Теорема была сформулирована и доказана итальянскими математиками Коррадо Бёмом и Джузеппе Якопини (Giuseppe Jacopini) в их статье 1966 года. В статье также описывались методы преобразования неструктурированных алгоритмов в структурированные на примере созданного Бёмом языка программирования P′′.
Спустя 2 года после публикации теоремы, в 1968 году вышла статья Эдсгера Дейкстры «Go To Statement Considered Harmful», в которой он критиковал использование оператора GOTO и высказывался в пользу улучшения стиля программного кода за счёт использования структур управления и отказа от других инструкций, управляющих ходом алгоритма.
Структурная теорема Бёма-Якопини не была началом структурного программирования. Эта теорема является научным положением, использованным Дейкстрой для обоснования его идеи об использовании в программах только управляющих структур: последовательных структур, ветвлений и циклов и не более того.